# Chibi Devil
Chibi Devil (ちび☆デビ!, Chibi Debi!), typographié Chibi Devi!, est un shōjo manga écrit et dessiné par Hiromu Shinozuka. Il est prépublié entre mai 2008 et novembre 2014 dans le magazine Ciao de l'éditeur Shōgakukan et est compilé en un total de onze tomes. La version française est éditée par Soleil Manga depuis septembre 2013.
Une adaptation en série télévisée d'animation de 75 épisodes produite par SynergySP est diffusée entre octobre 2011 et février 2014.

## Synopsis
Chibi Devi! se focalise sur l'aventure d'une jeune fille très timide de 14 ans nommée Sawada Honoka. Elle est facilement brimée par ses camarades de classe. Honoka ne croit pas en Dieu, aux anges et aux démons. Un jour, elle découvre un bébé-démon laissé sur son lit tandis qu'elle dormait. Elle découvre que ce bébé est très spécial et devra s'occuper de lui à l'aide de son ami d'enfance, Kyô et du meilleur ami de Kyô, obsédé par les dessins animés, Shin, un garçon impulsif et légèrement colérique.
Elle aménage alors avec Shin, car Kyô se dit trop occupé par son feuilleton préféré passant tous les jours à une heure précise. Mao-Chan, c'est le nom du petit démon, apprends alors à vivre avec une maman et un pseudo-papa. Lorsque Mao-Chan manque de se faire enlever par deux personnes quelque peu bizarres, Honoka et Shin acceptent de mettre le bébé dans une petite garderie spécialisée dans la garde d'enfants-démons, à la suite d'un concours de circonstances et de garder Mao-Chan pour un mois seulement. Mais tiendront-ils le coup, lorsqu'il faudra rendre Mao-Chan ?

## Personnages
Honoka Sawada (沢田ほのか, Sawada Honoka)
Honoka, jeune collégienne, se fait toujours intimider par ses camarades de classe. Un jour, deux filles de sa classe lui font faire leur tour de ménage et dans la soirée, Honoka se mit a prier. Bien qu'elle ne croit pas en Dieu, aux anges, aux démons. le lendemain, elle retrouve un bébé dans son lit. depuis ce jour, Honoka est la maman d'un petit bébé démon nommé Mao. Mais, elle, elle l'appelle Mao-chan.
Mao (まお)
Shin Sugisaki (杉崎真, Sugisaki Shin)
Karin (かりん)

## Manga
La série, écrite et dessinée par Hiromu Shinozuka, est publiée entre mai 2008 et novembre 2014 dans le magazine Ciao. Onze tomes sont publiés entre octobre 2008 et janvier 2015. La version française est éditée par Soleil Manga depuis septembre 2013.

### Liste des volumes
| no | Japonais          | Japonais          | Français          | Français          |
| no | Date de sortie    | ISBN              | Date de sortie    | ISBN              |
| --- | ----------------- | ----------------- | ----------------- | ----------------- |
| 1 | 30 octobre 2008   | 978-4-09-132083-4 | 11 septembre 2013 | 978-2-30203-118-0 |
| 2 | 1er avril 2009    | 978-4-09-132338-5 | 9 octobre 2013    | 978-2-30203-129-6 |
| 3 | 28 août 2009      | 978-4-09-132647-8 | 4 décembre 2013   | 978-2-30203-677-2 |
| 4 | 30 juillet 2010   | 978-4-09-133376-6 | 5 février 2014    | 978-2-30203-708-3 |
| 5 | 1er mars 2011     | 978-4-09-133642-2 | 4 juin 2014       | 978-2-30203-824-0 |
| 6 | 30 septembre 2011 | 978-4-09-134086-3 | 8 octobre 2014    | 978-2-30204-268-1 |
| 7 | 1er juin 2012     | 978-4-09-134456-4 | 4 février 2015    | 978-2-30204-365-7 |
| Extra : Dans la version japonaise, le tome 7 (ISBN 978-4-09-159121-0) est sorti en édition limitée contenant un DVD. |                   |                   |                   |                   |
| 8 | 31 janvier 2013   | 978-4-09-135140-1 | 10 juin 2015      | 978-2-302-04591-0 |
| Extra : Dans la version japonaise, le tome 8 (ISBN 978-4-09-159136-4) est sorti en édition limitée contenant un DVD. |                   |                   |                   |                   |
| 9 | 1er octobre 2013  | 978-4-09-135597-3 | 30 novembre 2016  | 978-2-3020-5609-1 |
| Extra : Dans la version japonaise, le tome 9 (ISBN 978-4-09-159159-3) est sorti en édition limitée contenant un DVD. |                   |                   |                   |                   |
| 10 | 30 mai 2014       | 978-4-09-136150-9 | 10 mai 2017       | 978-2-302-06236-8 |
| 11 | 30 janvier 2015   | 978-4-09-136715-0 |                   |                   |

## Anime
L'adaptation en série télévisée d'animation est annoncée en septembre 2011. Celle-ci, constituée de 75 épisodes de 5 minutes chacun, est diffusée à partir du 10 octobre 2011 sur la chaine NHK. Le dernier épisode est diffusé le 17 février 2014.

## Produits dérivés
Un fan book nommé 6.5 est sorti le 26 décembre 2011. Deux jeux vidéo sont également commercialisés sur Nintendo 3DS : le premier est sorti le 27 septembre 2012 et le second le 25 juillet 2013.

### Édition japonaise
1. 1 2  Tome 1
2. 1 2  Tome 2
3. 1 2  Tome 3
4. 1 2  Tome 4
5. 1 2  Tome 5
6. 1 2  Tome 6
7. 1 2  Tome 7
8. 1 2  Tome 8
9. 1 2  Tome 9
10. 1 2  Tome 10
11. 1 2  Tome 11

Édition limitée
1. ↑  Tome 7 – Édition limitée
2. ↑  Tome 8 – Édition limitée
3. ↑  Tome 9 – Édition limitée